# Изкушение
Изкушение (на турски: A.Ş.K., букв. превод: Любов) e турски драматичен сериал, излязъл на телевизионния екран през 2013 г.

## Сюжет
Азра е младо, красиво момиче което се занимава с тенис. Тя работи като преподавател по тенис в известен спортен комплекс. Азра е влюбена в учителя по плуване – Керем, с когото се запознава като започва работа. Любовта им е силна и дълбока. Единственото ценно нещо в живота на двамата е тяхната връзка и безграничната им чиста любов. И двамата са доста бедни и често им се случва да се сблъскват с безпаричието. Това е особено трудно за Азра, която е доста амбициозна и мечтае за охолен живот, скъпи дрехи, голяма къща, скъпа кола и др.
От друга страна майката на Азра не иска тя да се вижда с Керем. Причината е, че майката иска дъщеря и да има по-добър живот от нея – охолен, добре уреден от някои богаташ. Именно заради това, Азра и Керем се срещат тайно и крият тяхната връзка. Освен това на работното място е забранено хората които работят да имат интимна връзка помежду си.
Колкото и да се обичат Азра и Керем на пътя им застава Шебнем. Тя е млада, красива и от богато семейство. Неин учител се оказва Азра в спортния център. Когато обаче Шебнем случайно среща Керем, тя е привлечена от него и се влюбва. За да е по-близо до него, Шебнем се записва на плуване, макар и да се страхува от водата. Един ден съвсем случайно Азра разбира, че Шебнем е болна от левкемия. Остават и само 6 месеца живот. Тогава Азра решава, че може да осъществи мечтата си за богат и охолен живот.

## Излъчване
| Сезон | Епизоди | Начало на сезона  | Край на сезона   | Всички епизоди | ТВ сезон | ТВ канал | Дата и час                     |
| ----- | ------- | ----------------- | ---------------- | -------------- | -------- | -------- | ------------------------------ |
| 1     | 13      | 25 септември 2013 | 30 декември 2013 | 1 – 13         | 2013     | Kanal D  | сряда/понеделник (20:00/22:00) |

## Излъчване в България
| Сезон | Епизоди | Начало на сезона    | Край на сезона     | Всички епизоди | ТВ сезон | ТВ канал | Дата и час                 |
| ----- | ------- | ------------------- | ------------------ | -------------- | -------- | -------- | -------------------------- |
| 1     | 29      | 14 октомври 2015 г. | 23 ноември 2015 г. | 1 – 29         | 2015 г.  | bTV Lady | всеки делничен ден (21:30) |

## Актьорски състав
- Хазал Кая – Азра Йозак
- Небахат Чехре – Неслихан Вурал
- Хакан Курташ – Керем Гюрсой
- Аслъ Тандоган – Шебнем Вурал
- Каан Урганджъоулу – Джан Вурал
- Еркан Джан – Ръза Гюрсой
- Севдап Йозалтун – Едже
- Нихал Колдаш – Сърма Гюрсой
- Тугай Мерджан – Орхан
- Осман Акча – Хасан
- Гюнеш Емир – Мелис
- Елит Ишчан – Семра Йозак
- Сервет Пандур – Мюзеийен Йозак
- Гьокай Мюфтюоолу – Фърат

## В България
В България сериалът започва излъчване на 14 октомври 2015 г. по bTV Lady и завършва на 23 ноември. На 12 юни 2016 г. започва повторно излъчване и завършва на 31 юли. На 8 декември 2017 г. започва ново повторение и завършва на 15 януари 2018 г. На 11 декември започва излъчване по bTV и завършва на 24 януари. Дублажът е на студио Медиа Линк. Ролите се озвучават от Елена Русалиева, Златина Тасева, Петя Миладинова, Камен Асенов и Светломир Радев.